# Prydzwinskaja
Prydzwinskaja (biał. Прыдзвінская; ros. Придвинская) – towarowa stacja kolejowa w pobliżu miejscowości Audziejewiczy, w rejonie witebskim, w obwodzie witebskim, na Białorusi. Jest to stacja krańcowa linii.
Nazwa stacji pochodzi od przepływającej nieopodal rzeki Dźwiny. Stacja obsługuje kopalnię dolomitu Gralowo oraz zakład przeróbczy dolomitu.